# 美國醫療衛生改革歷史
美國醫療衛生改革歷史（英語：History of health care reform in the United States）始於20世紀初期，已經跨越多年，醫療改革一直是美國政治辯論中的一個重要題目，迄今熱度仍不減。在2008年總統選舉和2016年總統選舉中，兩派候選人均提出替代性的改革建議。

## 聯邦醫療衛生建議

### 18世紀晚期
1798年7月16日，總統約翰·亞當斯簽署第一部聯邦公共衛生法，"救助患病和殘疾海員法案"。法案估計每位船員在美國港口每月繳納20美分，是美國第一個採用預付費用的醫療衛生計劃。繳納的錢被用來照顧患病的海員，還有建造海員醫院。法案責成當時的美國財政部建立海員醫院服務處。1802年，海員醫院在波士頓、新港 (羅得島州)、諾福克 (維吉尼亞州)、和查爾斯頓 (南卡羅來納州)提供服務，在其他港口則透過簽約醫院提供服務。

### 19世紀
聯邦層級的另一項最早的醫療衛生建議是在1854年的 “貧困精神失常者福利法案”，這個法案由聯邦捐贈土地予各州，為貧困精神失常者、失明者和聽障者建立庇護所。法案由行動主義者多蘿西婭·迪克斯所提出，並在國會兩院通過，但遭到總統富蘭克林·皮爾斯否決。皮爾斯辯稱，聯邦政府不用在社會福利上花費心力，他說這是各州自己該負的責任。
南北戰爭之後，聯邦政府在南方建立第一個醫療體系，稱為自由民局。政府建造40家醫院，僱用120多位醫生，為超過100萬名病殘和垂死的前奴隸（即Freedmen，自由民）提供治療。醫院存在的歷史為從1865年到1870年，為期不長。位於華盛頓哥倫比亞特區的弗里德曼醫院（Freedmen's Hospital）則一直運轉到19世紀後期，成為霍華德大學的一部分（改稱霍華德大學醫院迄今）。
下一個重大動作是在1930年代，在大蕭條時期的羅斯福新政立法時發生。

### 1900年代到1920年代
在20世紀的前10-15年中，歐洲和美國正受到進步主義影響。許多歐洲國家當時正通過首批社會福利法案，並成為政府所主導，屬於強制性，或是自願性，但有補助的醫療衛生計劃的基礎。英國當時通過《1911年國家保險法》，這個法案提供醫療服務，並在工人生病時，所損失的工資得到部分補助，但是，工人的配偶或家屬未受到涵蓋。早在1912年，當時美國總統西奧多·羅斯福在他1912年進步黨黨綱的第15條，曾模糊的呼籲過，要創建一個全國醫療服務。 但是，羅斯福和他的競爭者都沒把所謂的醫療衛生計劃詳細說明，羅斯福在這場選舉中輸給對手伍德羅·威爾遜。美國歷史上獨特的地方分權概念、小政府、以及古典自由主義的傳統，都可能是對具有強制性，由政府經營保險的概念有所懷疑的原因。美國醫學會（AMA）也強烈反對這種想法，並給這想法掛上"社會化醫療衛生 "的標籤。此外，許多美國城市工人已經可經由雇主設立的疾病基金取得疾病保險。
美國早期透過雇主購買的工業疾病保險，是影響到當前美國醫療衛生體系的一種經濟上的根源。這些19世紀末和20世紀初的疾病保險計劃對工人而言，通常並不昂貴：規模小，而且是地方性，行政管理費用不高，並且由於購買保險的人都是同一家公司的僱員，因此那些已經生病的人並無法加入。在英國和歐洲其他地區正朝著社會化計劃（譬如說英國的1911年國保民險法邁進的同時，由於美國已有透過雇主設立的疾病基金，可能是政府主導的保險無法建立的原因。因此，美國人在20世紀初已習慣於把保險與雇主聯繫起來，為1930年代開始，由第三方提供醫療保險的方式奠定基礎。

### 1930年代到1950年代

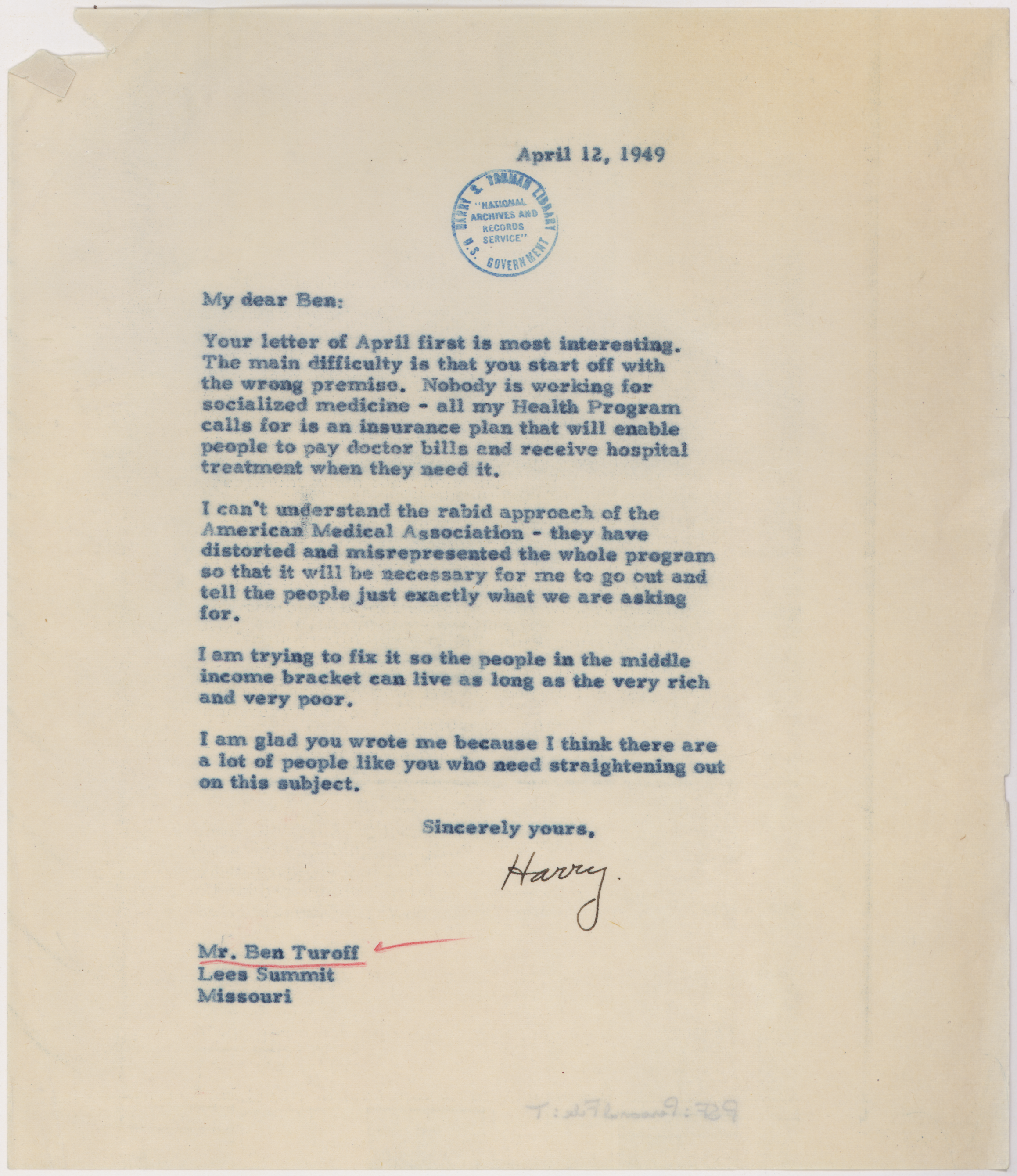
總統哈里·S·杜魯門的信件，為他的公平交易政見中包括強制性全國醫療保險建議做辯護。

隨著大蕭條來臨，越來越多的美國人無力負擔醫療服務。1933年，當時總統富蘭克林·羅斯福要求伊西多爾·福爾克（Esidore Falk和埃德加·西登勒格協助起草羅斯福本人懸而未決的美國社會安全保險條款，把公共提供經費的醫療衛生計劃列入其中。這些改革提議遭到美國醫學會，以及學會的各州和地方附屬機構的攻擊，稱其為"強制性醫療保險"。羅斯福最終在1935年從法案中把醫療衛生條款刪除。在1930年代後的幾十年中，擔心醫學界有組織性的反對全民醫療衛生，成為一種政治常態。
在這段期間，各方醫院開始提供自己的醫療保險計劃，其中最早的一個計劃成為日後的Blue Cross（藍十字）。醫院團體和醫師團體（例如Blue Shield（藍盾））很快就開始向雇主出售團體醫療保險單，由雇主提供給僱員。在1940年代，國會通過支持新的第三方醫療保險公司的立法。第二次世界大戰期間，實業家亨利·約翰·凱薩採用與醫生簽訂合同，避過傳統的按醫療服務次數收費制度（按服務收費），讓醫生為他旗下所有在美國西岸上下的工地僱員做全面的醫療服務。戰爭結束後，他把這非營利組織的醫療計劃，以凱撒恆久之名對公眾開放。
在第二次世界大戰期間，聯邦政府實施工資和價格控制。雇主為能繼續吸引和留住員工，而不違反控制規定，他們向員工提供並贊助醫療保險，以代替支付額外的薪水。這是第三方支付者系統的濫觴，這個系統開始取代由患者自付費用的方式。
二次世界大戰之後，杜魯門總統在1949年把全民醫療衛生作為他公平交易政見的一部分，但強烈的反對意見迫使這一全民醫療衛生的部分從“公平交易”中刪除。但是，在1946年有《國家精神衛生法》通過，《醫院調查和興建法》（另稱《希爾伯頓法》）也獲得通過。1951年，美國國稅局宣布，由雇主支付的團體保費是可抵稅的商業費用，從而鞏固第三方的醫療保險公司，成為美國醫療保險主要提供者的地位。

### 1960年代到1980年代

#### 1960年代
在1960年代和1970年代初的非裔美國人民權運動時代，輿論重點轉向沒有保險覆蓋的問題，尤其是老年且沒保險者的問題。由於總有一日任何人都會受到老年照顧的影響，因此支持醫療改革的人能避免被貼上"社會化醫療衛生"的標籤，因為社會化醫療衛生被認為是與共產主義有聯繫的骯髒字眼。 林登·詹森於1964年當選總統時，聯邦醫療保險（Medicare）和聯邦醫療補助（medicaid）計劃在1965年通過的基礎已被打造好。然而，詹森的計劃並非沒有反對意見。"反對者，特別是美國醫學會和保險公司，他們反對詹森政府的提議，理由是它是強制性的，代表的是社會化醫療衛生，會降低護理品質，而且是'非美國式的'。”雖然有這樣的觀點，詹森總統仍在1965年7月30日簽署《1965年社會保障修正案》為法律，Medicare被成功制定。 Medicare是由美國政府管理的一項社會保險計劃，目的是為65歲及以上，或符合其他特殊條件的人們，提供醫療保險。

#### 1970年代
1970年，有三項關於由工資稅和聯邦總收入提供經費的單一支付者醫療衛生系統提案在美國國會中被提出。1970年2月，國會代表瑪莎·格里菲思（民主黨-密西根州）提出一項由美國勞工聯合會-產業工會聯合會（AFL–CIO）制定的全國醫療保險法案，投保者不需分擔任何費用。1970年4月，參議員雅各布·賈維茨（共和黨-紐約州）提出一項法案（與州長納爾遜·洛克菲勒（共和黨-紐約州）和前詹森政府衛生與公共服務部部長威爾伯·科恩協商後所制定），把Medicare擴展到涵蓋所有人-保留現有的Medicare費用分攤和承保範圍。1970年8月，參議員泰德·甘迺迪（民主黨-麻薩諸塞州）提出一項由兩黨共同組成的國民醫療保險法案，這個法案是和全美汽車工人聯合會（UAW）主席沃爾特·路則成立的國民醫療保險委員會共同制定，投保者不分攤任何費用，次月由國會代表詹姆斯·科曼（民主黨-加利福尼亞州）在眾議院中提出。1970年9月，參議院勞動和福利委員會舉行二十年來有關國民醫療保險的第一次國會聽證會。
1971年1月，泰德·甘迺迪開始擔任參議院勞動和福利委員會健康小組委員會主席，在前後十年內提出一項經協商的兩黨“甘迺迪-格里菲思法案”，提議全民醫療衛生保險。1971年2月，總統理查·尼克森提出更為有限的醫療保險改革方案：要求雇主自願提供私人醫療保險，前提是員工自願支付25％的保費，為撫養有未成年子女的窮人提供Medicaid，以及支持健康維護組織（HMOs）。 美國眾議院籌款委員會和參議院財政委員會於1971年舉行關於國民醫療保險的聽證會，但是沒有法案得到委員會主席眾議員威爾伯·米爾斯（民主黨-阿肯色州），或參議員拉塞爾·朗（民主黨-洛杉磯）的支持。
1972年10月，尼克森總統簽署《1972年社會保障修正案》，把Medicare擴大覆蓋年齡在65歲以下，而有嚴重殘疾超過兩年，或患有腎功能衰竭的人，並將Medicare A部分的工資稅從1.1％逐步提高，到 1986年成為1.45％。1972年11月，尼克森以壓倒性優勢，擊敗美國歷史上唯一未獲AFL-CIO認可的民主黨總統候選人-參議員喬治·麥戈文（民主黨-南達科他州），後者是甘迺迪-格里菲思法案的共同發起人，但在他的競選活動中，並未把國民醫療保險作為主要議題。
1973年10月，參議員拉塞爾·朗（民主黨-路易斯安那州）和參議員亞伯拉罕·魯比科夫（民主黨-康乃狄克州）提出一項兩黨法案，為繳工資稅投保的工人和Medicare受益人提供災難性的醫療保險，並擴大由聯邦提供Medicaid的範圍，擴大到無撫養未成年子女的窮人。1974年2月，尼克森提出一項涵蓋更廣的醫療保險改革方案：如果僱員自願支付保險費的25％，雇主則被強制要求為僱員提供私人醫療保險；並以收入為基礎計算保險費和費用分攤的國營健康保險計劃，來取代Medicaid；以新的聯邦保險計劃來取代Medicare-取消住院天數限制，加入以收入為基礎的自付費用的上限，還有增加門診處方藥覆蓋率。1974年4月，參議員甘迺迪和眾議員威布爾·米斯提出一項近乎全民健康保險法案，包含的福利與擴大後的尼克森計劃相同，但雇主和僱員透過支付工資稅強制參與，成本分擔較低。這兩項計劃都受到勞工、消費者組織、和老年人組織的批評，因為他們的成本分攤很重。
1974年8月，尼克森辭職，總統傑拉爾德·福特要求進行醫療保險改革之後，眾議員威布爾·米斯（民主黨-阿肯色州）試圖根據尼克森的計劃推進折衷方案，但雇主和僱員必須透過購買私人醫療保險強制性參與，而災難性醫療保險由工資稅來負擔，但這個妥協計劃在無法獲得超過13票對12票美國眾議院籌款委員會的多數支持而告放棄。1974年12月，威布爾·米斯辭去美國眾議院籌款委員會主席一職，由眾議員阿爾伯特·烏爾曼（民主黨-奧勒岡州）繼任，他反對工資稅和運用一般聯邦收入為國民健康保險提供經費。
1975年1月，福特總統在碰到自大蕭條以來四十年中最嚴重的經濟衰退時，表示他將否決任何醫療保險改革，甘迺迪則回頭支持他當初的全民醫療衛生保險法案。1975年4月，美國醫學會的贊助者在1974年11月的選舉之後有三分之一退出，美國醫學會用類似於尼克森1974年雇主強制加入計劃取代學會本身的"Medicredit"計劃。1976年1月，福特總統提議在Medicare中增加災難性保險，但要增加費用分擔。1976年4月，民主黨總統候選人吉米·卡特提出醫療衛生改革，其中包括甘迺迪的全民醫療衛生保險法案的重點。
1977年12月，卡特總統告訴甘迺迪，必須將他的法案修改，以保留私人保險公司的重要功能，盡量減少聯邦支出（排除包括利用工資稅提供保險經費），並且逐步進行，以免干擾聯邦預算的平衡。甘迺迪和勞動組織表示妥協並做出被要求的更改，但在1978年7月，當卡特不再致力制定有固定時間表，以逐步實施全面保險的單一法案時，甘迺迪與卡特總統分道揚鑣。
1979年5月，甘迺迪提出一項新的兩黨制的全民醫療衛生保險法案-選擇由聯邦監管的，互相有競爭性的私人醫療保險計劃，採用強制雇主和個人根據個人收入計算保費來提供經費，沒有費用分擔，由政府支付保費給私人保險公司，來取代Medicaid，並通過增加處方藥覆蓋面，以及消除保費和費用分擔來增強Medicare的福利。1979年6月，卡特總統提出更為有限的醫療保險改革方案-雇主被要求提供災難性的私人醫療保險，孕婦和嬰兒受到涵蓋，但無需分擔費用；聯邦政府負擔Medicaid，擴大涵蓋到沒有撫養未成年子女的非常貧困者；以及透過增加災難性的涵蓋來加強Medicare。1979年11月，拉塞爾·朗領導參議院財政委員會的兩黨保守派多數，支持要求雇主提供僅有災難性的私人醫療保險這一項，並利用增加災難性保險的覆蓋範圍來增強Medicare，因為經濟狀況惡化，預算受限，這項提案在1980年5月被放棄。

#### 1980年代
《1985年統一綜合預算調節法》（COBRA）通過後，把《1974年僱員退休收入保障法》（ERISA）修訂，讓一些僱員在離職後仍能夠繼續獲得醫療保險的涵蓋。

### 柯林頓總統倡議
醫療改革是當時總統比爾·柯林頓政府的關切重點，由第一夫人希拉蕊·柯林頓所領導推動。1993年柯林頓醫療衛生計劃包括強制性加入、提供補貼以保證所有收入階層都能負擔以及在每個州建立醫療聯盟，因此可確保每個公民或永久居民都能獲得醫療衛生服務。這個法案遭到威廉·克里斯托爾為首的共和黨人嚴厲批評，他聲稱民主黨的醫療法案將“重振民主黨作為慷慨的中產階級利益保護者的聲譽，對共和黨透過限制政府規模來捍衛中產階級的主張給予懲罰性打擊”，最終這個法案未能成為法律。
1994年7月底，“醫療保障巴士快線”由多輛載有柯林頓總統國家醫療改革支持者的巴士做跨越美國旅行。在每個站點，巴士上的乘客會談論他們個人經歷、醫療衛生的災難以及為何他們認為所有美國人都需要醫療保險。

### 布希總統時代辯論
2000年，美國醫療保險協會（HIAA）、美國家庭協會、加上美國醫院協會（AHA）共同提出一項名為"奇怪的床友（strange bedfellows）"提案，為沒有保險覆蓋的人，尋求共同點來提供醫療保險。
2001年，國會對《患者權利法案》進行過辯論，這個法案為患者提供有關醫療衛生明確的權利清單。這項做法實質上是從《消費者權利法案》吸收到的一些想法，並將其應用於醫療衛生領域。這樣做的目的是透過保持醫療衛生行業中完整的流程，來確保提供給所有患者的護理品質。這種把醫療衛生機構標準化的做法頗具爭議，而招致包括美國醫學會和製藥產業在內的許多利益集團的強烈反對。基本上，無論個人醫療保險的狀況，而均對其提供緊急醫療服務，以及患者該為自己所安排的醫療計劃負擔責任，這兩項是這項法案最大的絆腳石。《患者權利法案》的倡議最終因為強烈的反對而未能在2002年國會中通過。
布希總統把《醫療保險處方藥，改良和現代化法案》簽署為法案，法案中包括涵蓋老年人和殘疾人的處方藥計劃。
在2004年美國總統選舉期間，布希和約翰·克里兩位候選人都提出有關醫療衛生的建議。布希的建議是擴大醫療覆蓋範圍，比參議員克里提出的建議要溫和一些。 有人把布希和克里的提議的成本和影響作比較，做出估算。雖然估計的數字有所不同，但它們都顯示，布什計劃的覆蓋面和資金需求的增長，都會比涵蓋更全面的克里計劃要低。
美國醫療保險協會（HIAA）的繼任組織美國健康保險計劃（AHIP）在2006年發布另一套改革建議。
2007年1月，眾議員約翰·科尼爾斯（民主黨-密西根州）在眾議院提出《美國國家醫療衛生法案》（HR 676）。截至2008年10月，HR 676有 93 位共同提案人。同樣在 2007年1月，參議員榮恩·魏登在參議院提出《健康美國人法案》（S. 334）。截至2008年10月，S. 334有17位共同提案人。
同樣在2007年，美國健康保險計劃（AHIP）發布一項建議，以保障個人獲得醫療保險的覆蓋，並提出改善美國醫療衛生系統品質及安全的建議。
經濟合作與發展組織（OECD）於2008年12月所發表的"2008年美國經濟調查：醫療衛生改革"報告中說：
- 雇主投保的醫療保險的稅收優惠應予廢除。
- 由上條所產生的稅收收入應用於補貼個人購買醫療保險。
- 這些補貼"可採取多種形式，例如直接補貼或可退還的稅收抵免，至少在兩方面會改善當前的狀況：惠及那些目前未享受免稅待遇的人；以及鼓勵人們更加注重購買醫療保險和醫療服務的成本，因為此類補貼，與無上限的雇主免稅相比，會減少人們購買那些幾乎沒有成本分攤的醫療保險。”

2008年12月，智庫美國未來研究所與美國眾議院籌款委員會之下的健康小組委員會主席彼得·斯塔克，共同發起由加州大學伯克利分校法學院健康中心共同主席雅各布·哈克爾撰寫的提案，提案中說，本質上，政府應提供公共醫療保險選項，以與私人醫療保險計劃在公平的環境中競爭。據說這個提案是歐巴馬總統/拜登副總統醫療保險計劃的基礎。這種論述有三個基本點。首先，公共計劃的成功是由於成本控制方面取得成功（1997年至2006年的10年間，Medicare支出每年增長4.6％，而私人醫療保險的增長為7.3％）。其次，由於公共保險數據庫龐大、新的支付方式、護理協調策略等方面的優勢，因此在支付和品質改進方法也會更好。第三，它可設定一個標準，讓私人保險計劃與之競爭，有助於公眾在圍繞廣泛分攤風險的原則中團結起來，長遠上能建立起對政府的更大信心。
同樣在2008年12月，美國健康保險計劃（AHIP）發布一系列建議，其中包括設定一個國家目標，將預計的醫療衛生支出增長減少 30％。AHIP表示，如果實現這一目標，則五年中的節省可累計達5,000億美元。提議之一是建立一個獨立的比較有效性實體，讓這個實體比較和評估新藥、新器械、和新生物製劑的利益、風險和增量的成本。AHIP早先於2008年6月發布一篇《技術備忘錄》估計，包括相對有效性研究、衛生資訊科技（HIT）、醫療責任（請參考：醫療事故）改革、"按醫療績效支付"、疾病管理、和預防在內的一系列改革，可能會讓美國國家醫療衛生支出減少的程度"到2025年，比目前的基線趨勢超過9％。" 

### 2008年總統大選辯論
請參考英文版health care部分
兩位候選人-約翰·麥肯及巴拉克·歐巴馬-都有自己對醫療衛生系統的看法，利用公共保險計劃來幫助私人醫療保險市場，但雙方都對這個系統的運作，持不同意見。
參議員約翰·麥肯提出的計劃，著重於讓醫療衛生服務更容易負擔。他提議用普遍的稅收抵免系統代替經由雇主投保的醫療保險中，所給予個人的特殊稅收優惠。抵免額為一個人2,500美元，一個家庭5,000美元，無論個人的收入、就業與否、或着納稅義務如何，身為美國人均可獲得。麥肯在他的計劃中提出保障進入計劃（Guaranteed Access Plan），透過這個計劃向各州提供聯邦協助，以確保高風險地區的人也能獲得醫療保險。
麥肯還提出開放市場競爭的構想。這將讓家庭有機會跨越州界去購買醫療保險計劃，擴大個人選擇範圍，獲得負擔得起的覆蓋範圍，並迫使醫療保險公司以前所未有的程度在保費上競爭。
歐巴馬則呼籲實施全民醫療衛生計劃。他的醫療衛生計劃要求建立一個醫療保險市集，其中應包括私人保險計劃和類似Medicare的政府管理方案。無論投保者健康狀況如何，都保證有保險涵蓋，並且保險費也不會根據健康狀況而制定。它將要求父母為子女提供保險，但不要求低收入，或者殘疾成年人購買保險。
“費城問詢報”報導說，這兩個計劃在哲學上有不同的著重點。麥肯計劃的目的被描述為"讓保險更容易負擔"，而歐巴馬計劃的目的是"讓更多的人擁有醫療保險。"“得梅因紀事報”也對這兩個計劃做類似的描述。
2008年11月上旬發布的一項民意測驗發現，支持歐巴馬的選民把醫療衛生事項列為第二優先。而支持麥肯的選民將這件事與伊拉克戰爭事項並列為第四優先。負擔能力是兩組選民中有關醫療衛生的重要優先事項。歐巴馬的選民比麥肯的選民更相信政府可在醫療衛生成本方面做更多的事。

### 2009年改革辯論
AHIP在2009年3月提出一系列改革建議，以解決當前醫療衛生市場中的浪費，和不可能持續增長成本的問題。這些建議包括：
- 強制個人納保，讓政府以財務罰款作為不履行辦理投保承諾的交換條件；
- 更新Medicare醫師收費表；
- 為診斷的安全性和品質設定標準和期望；
- 通過指定"醫療之家（英语：medical home）"來促進護理協調和以患者為本的護理，這醫療之家將以協調的護理方法代替零散的護理。醫生將定期獲得一套已定義清楚的服務費用，例如護理協調（把患者在疾病或者急性發作的治療中，所接受的護理整合在一起）。這將促進全面護理管理的進展、優化患者的健康狀況、並協助患者清楚自己接受護理的情況。
- 把付款與醫療品質，以及遵守醫療準則聯繫起來，達到更好的臨床效果，提供更好的患者體驗，並降低整體醫療費用。
- 捆綁式付款（代替零星個別結算），所有的醫療單位對慢性病（如冠狀動脈疾病、糖尿病、慢性阻塞性肺病、和哮喘等類似疾病）的護理都要分攤責任。
- 對於治療相同類型的急性病例，設定一種平均全包的固定費率（無論某些急性護理的費用可能比這固定費率更高或更低）。[74]

2009年5月5日，美國參議院財政委員會舉行有關醫療衛生改革的聽證會。在"受邀利益相關者"的討論小組裡面，單一支付者醫療衛生系統的支持者並未受到邀請。討論小組由共和黨參議員和行業相關人士組成，他們反對擴大醫療保險覆蓋範圍。這種排除單一支付者參與討論的情況，引起聽眾中醫生們的強烈抗議。
眾議院討論《眾議院平價醫療法案》(HR 3962)時，這項法案在討論階段的主要癥結有兩方面：政府是否應提供公共保險計劃選擇權，以與私人保險部門進行正面競爭，其次，是否應使用比較效益研究來控制公共醫療衛生所承擔的費用。一些共和黨人反對公共保險方案，認為政府將不會與私人保險公司作公平競爭。[來源請求]共和黨人也表示反對使用比較效益研究來限制任何公共部門計劃的覆蓋範圍（包括任何公共保險計劃或任何現有的政府計劃，如Medicare），他們認為這是提供後門作醫療衛生配給。[來源請求] 民主黨人聲稱該法案不會這樣做，但不願引入一個條款來阻止這一行為，理由是這種條款會限制美國衛生與公眾服務部阻止為顯然無效的服務支付費用的權利。[來源請求]美國健康保險計劃（美國私營醫療保險業者的總括組織）最近敦促使用比較效益研究，透過限制取得無效治療和無成本效益治療的方式，以便達成削減成本的目的。而共和黨對這個法案的修正案中，不要求私營保險公司援引比較效益研究來限制自己的承保範圍，並把資金作配給的行為，如此做的結果會讓公共和私營部門保險公司之間的競爭有失衡的情況。有一項已被提出，但尚未成為法律，具有相同效果的短期法案，是2009年共和黨發起的《2009年患者法案》。[來源請求]
2009年6月15日，美國國會預算辦公室（CBO）對《眾議院平價醫療法案》  的主要條款進行初步分析。CBO估計，法案中與保險有關的主要規定，在聯邦政府發生的10年成本約為1.0兆美元。CBO估計，在2010年至2019年的同期中，這個法案可把美國未投保的人數量減少約1,600萬。大約在同一時間，美聯社報導，CBO已向國會官員提供約1.6兆美元的預算，用於參議院財政委員會正在制定的一項配套措施。針對這些估計數，參議院財政委員會推遲對這個法案的行動，並開始將提案的成本降低到1.0兆美元，有關《眾議院平價醫療法案》的辯論變得更為激烈。國會民主黨人對估計的幅度感到驚訝，並且由估計數字產生的不確定性，對歐巴馬政府醫療衛生方法持批評態度的共和黨人，信心增強。
但是，在《紐約時報》6月刊出的社論中，經濟學家保羅·克魯曼指出，雖然有這些估計，但全民醫療保險覆蓋仍然可承受。 "基本事實是，我們能夠負擔得起全民醫療保險，即使那些是高估，也低於布希1.8兆美元的減稅成本。"
2009年8月，歐巴馬政府官員與早先倡導由公共經費提供醫療衛生計劃的主張相反，宣布將支持醫療保險合作社，以應對國會共和黨人和全美各地市民大會引起的深刻政治動盪。但是在2009年6月NBC新聞/華爾街日報的一項調查，有76％的受訪者表示，對於"讓人們在聯邦政府管理的公共計劃或是私人保險計劃兩者之間為醫療保險作選擇"，都"極為"或是"很"重要。 
在2009年夏季，有茶黨成員抗議發生，針對的是擬議的醫療衛生改革。倡議組織媒體和民主中心的前保險公共關係執行官溫德爾·波特（其資金來自政治上傾向自由主義的潮汐基金會等團體）辯稱，這種現象產生的誇張現象是一種偽裝成由草根階層發起的活動（營銷機構或個人利用網路平台創造出某產品、服務或者政治觀點很受草根階層認可的假象，請參考：偽草根運動），他說他曾經為信諾集團幹過類似的事。   反對讓政府在醫療衛生參與更多的人，例如《為美國人繁榮》（其資金主要來自科氏工業集團）的菲爾·科彭，反過來辯稱那些反對公共計劃的公司，但又有些人試圖推動政府計劃使他們得到不公平的利益，就像對雇主的強制醫療保險一樣，強制私人公司購買醫療保險。鑑於不同團體在贊成和反對改革方面所做的動員和協調花費的功夫，新聞記者本·史密斯）把2009年中期稱為"人工草坪的夏天"（意涵在8月國會休會期間所發生的事，並未讓人們更了解醫療衛生辯論，但是卻把華盛頓的官方和業界的秘密給抖出來。而Astroturf是在1980年代所創的一個名詞，代表一種偽裝成由草根階層發起的活動）。

### 2008–2010年醫療衛生辯論
醫療衛生改革是2008年民主黨總統初選期間的主要話題。隨著競爭者範圍縮小，大家的注意力集中在兩位主要候選人，紐約州參議員希拉里·柯林頓，和最終總統提名人伊利諾伊州參議員巴拉克·歐巴馬所提出的計劃。每位候選人都提出為每年約有4,500萬美國人，他們在其間某個時候沒有醫療保險覆蓋。柯林頓的計劃將要求所有美國人都獲得保險（實際上是一項個人的強制醫療保險），而歐巴馬則是建議提供補貼，但並未包括強制保險。在大選期間，歐巴馬表示，如果贏得總統職位，修復醫療衛生系統將是他的四大優先任務之一。

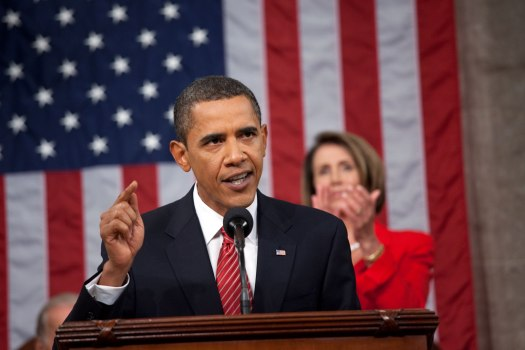
2009年9月9日，2009年9月歐巴馬總統在國會聯席會議上的演講。

歐巴馬就職後，於2009年2月在國會聯席會議上宣布，他打算與國會合作制定醫療衛生改革計劃。到7月，眾議院委員會通過一系列法案。在參議院方面，從6月至9月，參議院財政委員會為制定醫療衛生改革法案，舉行過31次會議。這個小組中–特別是參議員馬克斯·博卡斯（民主黨-蒙大拿州）、查克·格拉斯利（共和黨-愛荷華州）、肯特·康拉德（民主黨-北達科他州）、奧林匹亞·史諾（共和黨-緬因州）、傑夫·賓格曼（民主黨-新墨西哥州）、和麥克·恩齊（共和黨-懷俄明州）–一起共開過60多個小時的會議，他們與其他委員會一起討論出來的原則，成為參議院醫療衛生改革法案的基礎。
國會民主黨人以及如喬納森·格魯伯和戴維·卡特勒
等衛生政策專家認為，要確保全民醫療衛生作為歐巴馬政府的既定目標之一，就需要作社區評級和要求個人強制納保，以防止逆向選擇和/或搭便車問題所導致的保險死亡螺旋，他們說服歐巴馬接受包括強制納保在內的國會提議。之所以會選擇這種方法，是因為總統和國會領導人得出的結論是，較寬鬆的計劃，例如“美國國家醫療衛生法案”（也稱為Medicare for All），無法贏得參議院的絕大多數支持。通過特意借鑒兩黨思想（前參議院多數黨領袖霍華德·貝克（共和黨-田納西州）、鮑勃·多爾（共和黨-堪薩斯州）、湯姆·達施勒（民主黨-南達科他州）、和喬治·米切爾（民主黨-緬因州）也支持這樣的基本綱領）–法案的起草者希望藉此增加獲得通過必要票數的機會。
但是，在民主黨通過個人強制納保作為擬議的主要內容之後，共和黨人開始反對這項強制納保，並威脅要對包含這強制條款的任何法案進行冗長辯論。領導共和黨國會戰略應對法案的參議院少數黨領袖米奇·麥康諾（共和黨-肯塔基州）認為，共和黨不應該支持該項法案，並努力維持黨紀和防止叛逃：
|  | 每位黨員都該團結在一起，這是絕對的重要，因為如果這項法案的支持者能說這是個兩黨的方案，它就會向公眾傳達OK的訊息，他們一定已經想到這一點了。 |

共和黨的參議員，包括曾支持包含在先前法案有類似強制納保條款的人，開始把這一條款描述為"違憲"。新聞記者埃茲拉·克萊恩在《紐約客》上寫道，"最終結果是……一度在共和黨內部獲得廣泛支持的政策突然遭到了一致的反對。"  “紐約時報”隨後指出："現在要想起還真是困難，鑑於許多共和黨人對這條款凶狠的批評，認為它是對自由的攻擊，但是歐巴馬總統的醫療法案中要求所有美國人購買醫療保險的規定，是源於保守的思想。" 

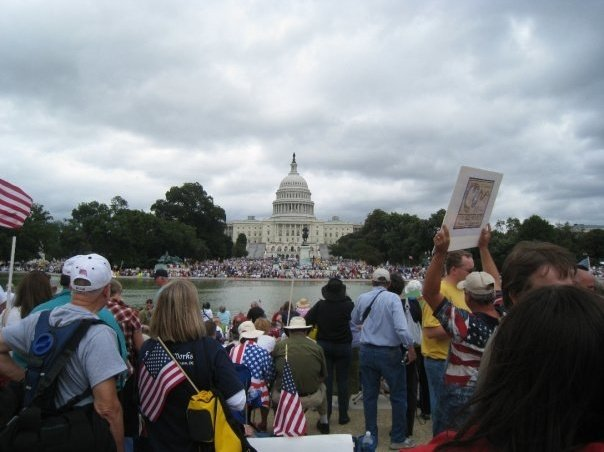
2009年9月12日，出現在華盛頓的納稅人遊行中的茶黨抗議者。

改革談判也引起遊說團體的極大關注，包括某些遊說者和這項法律擁護者之間的交易，以贏得例如曾在1993年反對過去改革努力團體的支持。陽光基金會記錄下兩個主要政黨中"醫療衛生遊說團體集團"與政客之間許多傳聞中的勾結。
在2009年8月夏季國會休會期間，許多議員返回所在地區，並參加市民大會，以徵求公眾對這項建議法案的意見。在休會期間，茶黨運動組織抗議活動，許多保守派團體和個人針對國會事務的市民大會，表示反對這項改革法案。在國會辯論過程中，還對國會議員發出許多威脅，其中許多議員需要額外的人身保護。
為了維持立法進程，當國會從休會期結束後復會時，2009年9月歐巴馬總統在國會聯席會議上發表演說，對正在進行的國會談判表示支持，再次強調他對改革的承諾，並再次概述他的提案。他在演說中承認辯論的兩極分化，並引用已故參議員泰德·甘迺迪一封敦促改革的信件："我們首先面臨的是道德問題；所涉問題不僅是在政策的細節，而且是在基本原則，還有美國的特質"。11月7日，眾議院以220對215票通過《眾議院平價醫療法案》（這個法案後來經過參議院，演化成為患者保護與平價醫療法案），並將其轉送給參議院討論。

#### 參議院
在眾議院仍在研究《眾議院平價醫療法案》的同時，參議院開始按議員自己建議開展工作。參議院提出法案（H.R. 3590），這是一項關於為服務對象提供住房稅收減免的法案。由於《美國憲法》要求所有與收入有關的法案都必須由眾議院先提出，參議院等這個法案由眾議院通過後，再在參議院中提出，這部分是對《國內稅收法典》的相關修改。然後，這個法案被用作參議院對醫療衛生改革提案的載具，整個法案的內容被徹底修改過。修改後的法案最終包含參議院衛生與財政委員會獲得好評的提案內容。
由於參議院中的共和黨少數派誓言要透過冗長討論來阻撓他們不支持的任何法案，要求舉行投票來做辯論終結，這個法案必須獲得60票的絕對多數才能在參議院中通過。在第111屆國會開始時，民主黨只有58票；明尼蘇達州參議員的席位將由艾爾·弗蘭肯贏得（但仍在選舉重新計票過程之中，請參考2008年在明尼蘇達州的參議員選舉），而阿倫·斯佩克特仍是共和黨籍（後轉為民主黨籍）。
為達到60票，民主黨方先與溫和派民主黨人談判，先符合他們的要求，並設法讓數名共和黨參議員加入同意行列；特別是羅伯特·班尼特（共和黨-猶他州）、查克·葛雷斯利（共和黨-愛荷華州）、麥克·恩齊（共和黨-懷俄明州）、和奧林匹亞·史諾（共和黨-緬因州）。甚至在7月7日之後（艾爾·弗蘭肯宣誓就職，而阿倫·斯佩克特轉換為民主黨籍），談判仍在繼續，原因是這項法案的實質性意見分歧，草案仍在委員會中起草，而且溫和的民主黨人希望是獲得兩黨的支持。但是，在8月25日，在這項法案提出表決之前，長期致力於醫療衛生改革的參議員泰德·甘迺迪去世，民主黨失去所需的第60票。在席位填補之前，引起人們注意的是共和黨籍的參議員奧林匹亞·史諾，因為她於10月15日在財政委員會中對草案投下贊成票，但她明確表示這並不意味著她將支持最終法案。民主黨籍參議員保羅·柯克於9月24日被任命為甘迺迪參議員的臨時替代人選。
在財政委員會投票之後，談判轉向應對溫和派民主黨人的要求，以確定得到他們的支持，這對於擊破共和黨的冗長討論戰略不可或缺。多數黨領袖哈里·瑞德專注於讓民主黨核心小組的中間派成員滿意，直到支持範圍縮小到康涅狄克州的喬·李伯曼（獨立黨派，但和民主黨人同一小組）和內布拉斯加州的本·尼爾森（民主黨籍，保守派）。雖然哈里·瑞德為尋求妥協而與喬·李伯曼展開激烈的談判，但喬·李伯曼拒絕支持公共醫療保險選擇。瑞德的讓步是李伯曼同意參加支持這項法案，而條件是如果公共醫療保險選項條款未包括在內，縱然這項公共醫療保險選項在國會獲得大多數支持也一樣。法案的支持者之間就公共醫療保險選擇的重要性進行過辯論，絕大多數法案支持者的結論是這選項條款是總體改革中的一個很小的部分，而且當初國會民主黨人為這選項條款曾做過許多讓步；其中包括有條件的豁免，允許各州建立各州層級的公共醫療保險選擇，例如佛蒙特州的“綠山醫療護理”就是其中之一。

第111屆國會會期各州參議員記名投票結果。
民主黨 贊成
獨立人士 贊成
共和黨 反對
共和黨 未參與投票

在每位民主黨人都贊成，而共和黨人都公開反對的情況下，白宮和瑞德繼續著手解決本·尼爾森參議員所擔憂的地方，以便取得絕對多數的支持。他們的結論是： "與奧林匹亞·史諾打交道是浪費時間 "，因為史諾在財政委員會對草案投下贊成票後，受到反對改革共和黨參議院領導人的巨大壓力。（史諾以黨派之爭和兩極分化為理由，在她任期結束時即退休）。經過最後的13小時談判，尼爾森在得到兩項讓步後，同意支持法案：在墮胎上的折衷，修改法案的內容 "賦予各州，有權禁止在州內的保險市集中為墮胎行為提供醫療保險的覆蓋"，如果州政府如此決定，消費者必須自付費用來從事這種醫療行為；和一項修正案，為內布拉斯加州提供更高的Medicaid報銷率。折衷方案的第二部分被戲稱為 "Cornhusker回扣 "，這第二部分被隨後的協調修正案所廢除。
12月23日，參議院以60對39的結果結束對法案的辯論：用辯論終結投票的方式結束反對派想運用冗長辯論拖延的戰術。然後，這項法案於2009年12月24日以60對39的結果獲得通過，所有民主黨人和兩名獨立人士均投下贊成票，所有共和黨議人均投下反對票（吉姆·邦寧（共和黨-肯塔基州）並未投票）。這項法案獲得了美國醫學會和美國退休者協會的認可。
投票結束後幾週，2010年1月19日，麻薩諸塞州共和黨人斯科特·布朗當選為參議院議員（請參考：2010年麻薩諸塞州參議員特別選舉），以取代已故的泰德·甘迺迪，布朗在競選活動中要爭取少數黨第41票的投票權來爭取冗長討論的機會，甚至把簽名寫成"斯科特41"。由於特別選舉對立法過程的影響，它對改革辯論具有重要的意義。第一個是心理上：失去原由泰德·甘迺迪（一位對改革的堅定支持者）持有的傳統上民主黨的（"藍色"）麻薩諸塞州席位，讓許多國會民主黨人擔心這是法案通過的政治成本。第二個效果是更實際的：失去民主黨的絕對多數席位，造成支持改革者的立法戰略複雜化。

#### 眾議院

眾議院依國會區域投票結果
民主黨 贊成
民主黨 反對
共和黨 反對
無國會代表區域

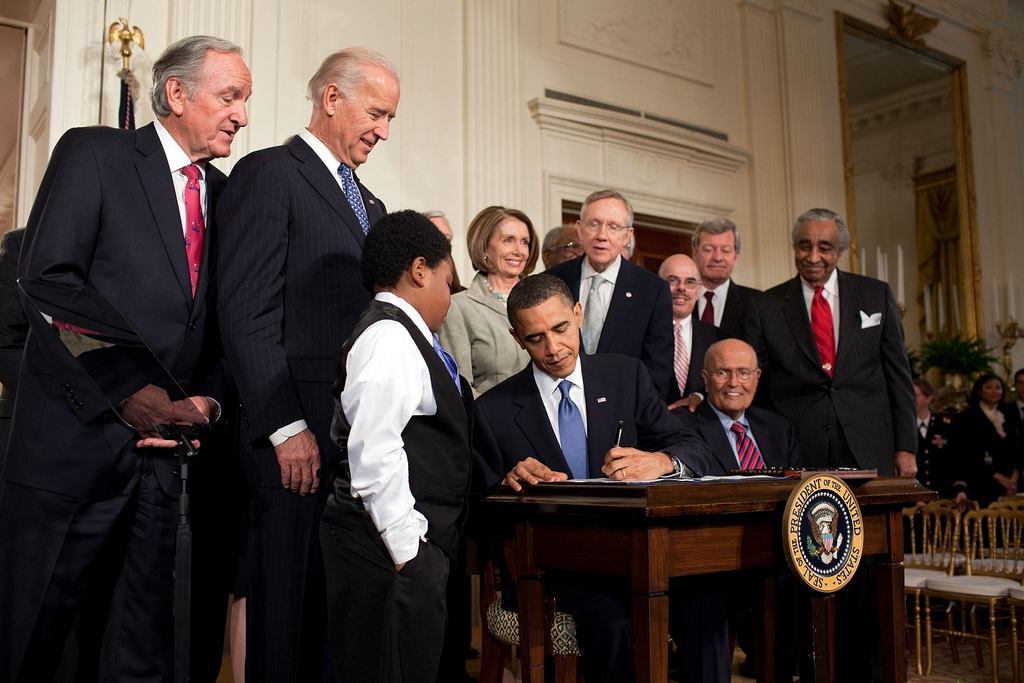
歐巴馬總統簽署患者保護與平價醫療法案。

斯科特·布朗的當選意味著民主黨人再也無法打破反對派運用冗長討論戰略。白宮幕僚長拉姆·伊曼紐爾對此回應時說，民主黨應該將此雄心勃勃的預算作縮減。眾議院議長南希·佩洛西對伊曼紐爾縮小規模的說法予以駁斥，稱這樣會讓法案成為"小兒科醫療保險"。歐巴馬也堅持全面改革，而且有消息說加州的醫療保險公司Anthem打算把其患者的保費率提高多達39％，這讓他得到新的論點，在斯科特·布朗獲勝後向緊張的民主黨人提供保證。2月22日，歐巴馬提出"向參議院傾斜"提案，以把法案整合。他還在2月25日舉行一次會議，敦促雙方領導人通過改革法案。這次峰會證明成功地把政治論述從麻薩諸塞州的損失轉移回到醫療衛生政策。
由於民主黨在參議院失去絕對多數，但參議院法案已在12月24日以60票通過，對於全面改革的支持者來說，最可行的選擇是讓眾議院放棄自己的醫療改革法案版本（即眾議院平價醫療法案），並通過參議院的法案《患者保護與平價醫療法案》。各種衛生政策專家鼓勵眾議院通過參議院版本的法案。但是，眾議院民主黨人對參議院法案的內容並不滿意，並希望能夠在參眾兩院會議委員會上就通過最終法案進行談判。由於這個會議上出現有任何與參議院版本不同的法案，都必須在參議院再經歷一次共和黨議員的冗長討論，因此無法列入考慮。大多數眾議院民主黨人同意通過參議院的版本，但要以隨後的法案來做修改。他們起草《醫療衛生和教育協調法》，這個附加條款可透過協調程序來通過。，根據《1974年美國國會預算扣留控制法》，協調程序與常規不同，不能受到冗長討論阻撓（冗長討論阻撓需要60票才能達成），但協調程序僅限用於預算變更。這就是協調程序最初不能被用來通過全面改革法案（例如眾議院平價醫療法案，其中條文包含許多非預算事項）的原因。雖然已通過的參議院法案無法通過協調程序來修改，但眾議院民主黨的大多數要求都是與預算有關：“這些變化–更高的補貼水平、為他們支付的各種稅款、取消內布拉斯加州醫療補助協議–主要都涉及稅收，換句話說，這正是最適合透過運用協調程序的做法。”
剩下的障礙是一群支持生命（即反墮胎）的民主黨人，由眾議員巴特·斯圖帕克領導，他們最初不願支持這個法案。該組織發現聯邦為墮胎提供涵蓋的可能性大到必須反對。參議院版本未包括滿足他們對墮胎問題的措詞，但他們也不能在協調法案中加入其他措詞，因為這會超出預算的程序範圍。而是由歐巴馬總統發布第13535號行政命令，重申《海德修正案》中的原則。這項讓步得到巴特·斯圖帕克及其小組成員的支持，並確保法案獲得通過。眾議院於2010年3月21日以219票對212票的結果通過參議院法案，包含34名民主黨人和所有178名共和黨人對此投下反對票。第二天，共和黨人提出立法，要廢除這項法案。歐巴馬於 2010年3月23日簽署患者保護與平價醫療法案，成為法律。眾議院於3月21日通過修正案，即《醫療衛生和教育協調法》，然後由參議院於3月25日利用協調程序通過，最後由歐巴馬總統於3月30日簽署。

## 美國各州和城市的改革努力
一些州已經採取邁向全民醫療衛生的措施，最著名的是明尼蘇達州、麻薩諸塞州、和康涅狄克州。例如《麻薩諸塞州 2006年健康改革法規（請參考麻薩諸塞州醫療衛生改革）》和康涅狄克州的SustiNet計劃，即為兩州居民提供醫療衛生服務。有超過四分之一的新保險居民湧入麻薩諸塞州，導致本來已經供應不足的候診室變得過分擁擠，人數本來不多的初級照護醫師必須過度工作。其他州雖然未嘗試為所有居民提供保險，但透過使用通常被稱為慈善護理計劃的方式來補償醫院和其他醫療衛生機構的費用，讓許多人受到覆蓋，新澤西州就是採用後一種策略的一個例子。
已經有幾個在州的層級辦理單一支付者系統公民投票的提議，但到目前為止都沒有一件通過：1994年的加利福尼亞州，2000年的麻薩諸塞州和2002年的俄勒岡州。加州的立法機構兩次通過SB 840號法案，即《全加州人醫療衛生法案》，這是一種單一支付者醫療衛生系統。兩次都在2006年和2008年被州長阿諾·史瓦辛格（共和黨）所否決。
沒有保險的居民比例因州而異。在2008年，德克薩斯州沒有醫療保險的居民比例最高，為24％。新墨西哥州當年未投保的比例第二高，為22％。
各州在醫療衛生系統中扮演著各種角色，包括為醫療保險作支付，以及做醫療衛生單位和醫療衛生計劃的監管者，這提供他們許多嘗試以改善運作方式的機會。雖然各州以各種方式積極致力於改善醫療衛生系統，但仍有更多的空間去做更大的發揮。
加州舊金山在 2007年制定一項計劃，為所有沒有保險的居民提供醫療衛生服務（“健康舊金山”）。
2009年7月，康涅狄克州通過一項名為SustiNet的計劃，計劃的目標是到2014年把居民醫療衛生保險的覆蓋率達到98％。SustiNet法案設立一個由9名成員組成的委員會，以向立法機關推荐一種稱為SustiNet的自保醫療計劃的細節和施行過程。這些建議必須解決（1）SustiNet計劃等逐步推出給州僱員和退休人員、HUSKY Health醫療保險計劃A和B受益人、沒有雇主贊助保險的人，或負擔不起雇主贊助的保險的人、小型和大型雇主、還有其他人 ；（2）建立一個可與保險公司和醫療衛生機構簽訂合同、設定報銷率、為患者建造醫療之家、並鼓勵使用衛生資訊科技的實體；（3）建立福利措施範例； （4）公眾宣傳和識別未參保公民的方法。董事會必須成立委員會，就衛生資訊技術、醫療之家、臨床護理和安全指南、預防性護理、和改善健康狀況，提出建議。這法案還建立一個獨立的資訊交換所，以向雇主，消費者和公眾通報SustiNet和私人醫療衛生計劃，並成立工作組來解決肥胖症、吸菸和醫事人力資源問題。對於大多數規定，SustiNet法案的生效日期是2009年7月1日。
2011年5月，佛蒙特州成為第一個通過立法建立單一支付者醫療衛生系統的州。這項被稱為第48號法案的立法將州內的醫療衛生確定為一項"人權"，並責成該州提供最能滿足州公民需求的醫療衛生系統。2014年12月，佛蒙特州州長由於費用高昂，暫停實施該單一支付者系統的計劃。